# جاك ماك أوليف
جاك ماك أوليف (بالإنجليزية: Jack McAuliffe)‏ هو لاعب كرة قدم أمريكية أمريكي، ولد في 21 مايو 1901، وتوفي في 17 ديسمبر 1971.